# 史堤芬奴斯·舒亞斯
史堤芬奴斯·祖漢尼斯·舒亞斯（英語：Stefanus Johannes Schaars，1984年1月11日—），是一名荷蘭足球运动员，司职中場，目前效力荷甲球队海倫芬。

## 生平

### 球會
出身於荷蘭小型球會維迪斯，首次出場是在2003年3月9日作客烏德勒支，以1-4落敗。到2005年，他轉到阿爾克馬爾。
儘管本身擅用左腳，卻是多面手一名，能勝任防守中場或左中場，不論防守能力或傳球技巧均屬上乘。他已是阿爾克馬爾主力之一，更當上過隊長。2008-09年球季，成功贏得首個荷甲聯賽冠軍。

### 國家隊
2006年8月16日首次隨國家隊上陣，在友賽勝愛爾蘭4-0。在早期曾以隊長身份，協助荷蘭u21隊贏得2006年歐洲21歲以下錦標賽。
2006-07賽季，由於腳踝有傷，全季幾乎未能上陣，導致未能出席2008年歐洲國家盃。
2010年世界盃與2012年歐洲國家盃他均有入選大軍名單。

## 榮譽

### 球會
阿爾克馬爾
- 荷蘭甲組足球聯賽
  - 冠軍 (1): 2008–09
- 荷蘭超級盃
  - 冠軍 (1): 2009

### 國際賽
荷蘭
- 荷蘭u21
  - 冠軍 2006年21歲以下歐洲國家盃